# Иван Масларов (алпинист)
Иван Масларов – Байно е български алпинист, един от най-добрите катерачи в историята на българския алпинизъм, съавтор на първите катерачни гидовници на Мальовишкия дял на Рила и на Врачанските скали, председател на Федерацията на българските алпийските клубове (днес БФКА) от 2002 до 2004 г., дългогодишен стопанин на хижа „Мальовица“.
Участва в някои от най-големите постижения на българския алпинизъм – първите зимни изкачвания на северните стени на Матерхорн и Айгер в Алпите и първото изкачване на Южната стена на вр. Комунизъм (сега Исмаил Самани) в Памир.

## Биография
Роден е на 1 март 1958 г. в София. Завършва Софийската математическа гимназия, а след това Висшия институт по архитектура и строителство (ВИАС) със специалност „Строително инженерство“.
Започва да се занимава със скално катерене и алпинизъм още като ученик. Заедно със своя съученик Николай Петков от 1973 г. катери скалите на Беледие хан, Лакатник, Реселец, Ритлите и Черепиш, Вратцата, Мальовишкия дял, Пирин. С тях често са и приятелите им Любомир Илиев, Кирил Тафраджийски, Димитър Начев, Валентин Москов, Слави Дерменджиев и др. По тези места, след придобиване на катерачен опит, прокарват неедин премиерен маршрут. Още от самото начало е свързан с дейността на Алпийски клуб „Орловец“ към Туристическо дружество „Планинец“.
Преминава над 400 тура в България.:с. 202
Сред изкачванията му по света се открояват първите български зимни изкачвания на две от трите Големи северни стени на Алпите – тези на Матерхорн и Айгер; изкачва Пти Дрю по маршрута „Пиер Ален“, Чима Гранде по маршрута „Касин“ и др.:с. 202 Участва в първото изкачване от българи на голяма стена на 7-хилядник – Южната 2500-метрова стена на връх Комунизъм в Памир.
Участва в първите български изкачвания на два от континенталните първенци: връх Аконкагуа (Южна Америка), той изкачва два пъти в период от десетина дни: по класическия маршрут (28 декември 1977) и по 3-километровата южна стена (8 януари 1978), и връх Маккинли, сега Денали (Северна Америка), 27 юни 1988 г.
С Николай Петков правят първото изкачване в Патагония – по Аржентинския маршрут на Фицрой, а в Африка прокарват премиерен „Български път“(Bulgarian Way) по сериозната южна стена на Батиан, Маунт Кения (Африка), 1991.
Прави силни изкачвания и в Кавказ: зимно изкачване на Северната стена на вр. Щуровски по тур „Сурката“ и екстремно лятно изкачване по нея, както и върховете Мижирги, Бърно и МисисТау.:с. 139 В Памир изкачва връх Ленин,1985 г.
Иван Масларов е отличен със званията „Майстор на спорта“ (1985) и „Заслужил майстор на спорта“ (1988) по алпинизъм.:с. 215, 259
Председател е на Федерацията на българските алпийските клубове от 21 декември 2002 до 29 февруари 2004 г.:с. 185 След това става хижар на хижа „Мальовица“.
Съпруг е на Мариана Масларова, племенничка на Христо Проданов. Тя изчезва безследно през 2004 година при опит за безкислородно изкачване на връх Еверест.
Иван Масларов загива на 21 септември 2014 г. след падане от скала до Малката Вратца.

## Изкачени върхове
Част от изкачените от Иван Масларов върхове са:
- 1979 г. – връх Мижирги, 5047 м, в района на Безенги, Кавказ. [3]:с. 236
- 1982 г. – Северната стена на Матерхорн, 4478 м – първо българско зимно изкачване (22 – 24 януари) с два бивака по стената от Любомир Илиев, Николай Петков и Иван Масларов.[9]
- 1985 г. – Северната стена на Айгер – първо българско зимно изкачване (10 – 13 март) от Иван Масларов, Николай Петков, Кирил Тафраджийски и Димитър Начев, алпинисти от алпийски клуб „Орловец“ при Туристическо дружество „Планинец“.[10][11]
- 1985 г. – връх Ленин, 7134 м в Памир с Николай Петков и Валери Пелтеков.
- 1986 г. – Южна стена на връх Комунизъм, 7495 м, в Памир. Първата изкачена голяма стена от българи на висок връх с решаващото участие на Николай Петков и Иван Масларов.[12][13]
- 1987 г. – Северната стена на връх Щуровски, 4259 м в Кавказ – зимно изкачване (13 – 15 март) по тур „Сурката“ от Иван Масларов, Петър Петров, Георги Димитров и Кирил Тафраджийски.[6]
- 1987 г. – връх Аконкагуа, 6960 м (28 декември). Заедно с Мариана Масларова, Николай Петков и Кирил Тафраджийски изкачва върха по нормалния път.
- 1988 г. – Южна стена на Аконкагуа (8 януари). Николай Петков, Иван Масларов и Кирил Тафраджийски изкачват 3-километровата стена по френския маршрут с варианта на Меснер.[12]
- 1988 г. – Първо българско изкачване на връх Маккинли (сега Денали) (6194 m), най-високия връх на Северна Америка – 27 юни 1988 г., заедно с Мариана Масларова, Николай Петков и Иван Луканов.[14][6]
- 1989 г. – вр. Хан Тенгри в Тяншан, участник в първото българско изкачване.[15][3]:с. 203
- 1991 г. – Изкачен е Фиц Рой, 3441 м, по аржентинския маршрут. На върха стъпват Иван Масларов, Николай Петков, Кирил Тафраджийски и Владимир Нешев.[16]
- 1991 г. – Южната стена на Батиан, 5199 м, Маунт Кения. Иван Масларов и Николай Петков правят премиерно изкачване по нов маршрут, Bulgarian Way, от 7 категория.[12]
- 1991 г. – Северната стена на връх Щуровски, 4259 м в Кавказ – екстремно изкачване за 9 часа по „Сурката“ с Петко Тотев.[3]:с. 139

## Алпийски маршрути
| Маршрути                     | Район                 | Обект                | Дата на първо изкачване | Изкачен от                                     | Дължина | Категория  |
| ---------------------------- | --------------------- | -------------------- | ----------------------- | ---------------------------------------------- | ------- | ---------- |
| Чатала                       | Боянски водопад       | Витоша               | 04.04.1975 г.           | Николай Петков, Иван Масларов и Любомир Илиев  | 65      | 6          |
| Баш Байно                    | Хижа Мальовица        | Рила                 | 12.07.2008              | Николай Петков и Иван Масларов                 |         | 5+         |
| На Калбура тура              | Хижа Мальовица        | Рила                 | 30.06.2007              | Николай Петков и Иван Масларов                 | 80      | 6+         |
| Първа седмица (Лопе де Вега) | Заслон БАК (Орловец)  | Рила                 | 1982                    | Кирил Досков и Иван Масларов                   |         | 7-         |
| Суперстар                    | Заслон БАК (Орловец)  | Рила                 | 18.10.2012 г.           | Михаил Кръстев и Иван Масларов                 | 90      | 6+         |
| Антонио Стойчев              | Северен Джендем       | Средна Стара планина | 09.1985 г.              | Кирил Досков, Иван Масларов                    | 850     | 6, ИТ+     |
| Леденика                     | Згориградски район    | Враца                | 18.05.1986              | Николай Петков и Иван Масларов                 | 100     |            |
| Йордан Зашев                 | Згориградски район    | Враца                | 12.4.1986               | Иван Масларов и Мариана Масларова              | 200     |            |
| Октопод                      | Проходът Вратцата     | Враца                | 2.11.2013 г.            | Николай Петков и Иван Масларов                 | 95      | 8+ (6+,A1) |
| На по вино                   | Проходът Вратцата     | Враца                | 18.09.2014 г.           | Иван Масларов, Николай Петков, Ивайло Нинов    | 45      | 7-         |
| На по бира                   | Проходът Вратцата     | Враца                | 05.09.2014 г.           | Иван Масларов, Никола Леваков                  | 45      | 6          |
| В задния двор                | Проходът Вратцата     | Враца                | 18.09.2014 г.           | Иван Масларов, Николай Петков, Ивайло Нинов    | 45      | 7          |
| Орловец                      | Централна стена       | Враца                | 17 – 19.9.1979          | Николай Петков, Иван Масларов и Любомир Илиев  | 430     | 8 (6+,A1)  |
| Змей                         | Централна стена       | Враца                | 17.09.1982              | Николай Петков, Иван Масларов и Илиян Троянски | 300     | 7- (6-,А0) |
| Леонид Брежнев               | Централна стена       | Враца                | 24 – 25.4.1983          | Иван Масларов и Васил Русинов                  | 240     | 6+ (6-,А0) |
| Серо Торе                    | Централна стена       | Враца                | 14.10.1985              | Николай Петков и Иван Масларов                 | 245     |            |
| Камината                     | Долен централен район | Враца                | 02.05.1986              | Николай Петков и Иван Масларов                 | 40      | 5-         |
| Бояджия                      | Долен централен район | Враца                | 04.10.1986              | Николай Петков и Иван Масларов                 | 100     |            |
| Новобранец                   | Долен централен район | Враца                | 20.09.1979              | Иван Масларов и Марио Стойков                  | 80      |            |
| Кремиковец                   | Долен централен район | Враца                | 30.04.1983              | Иван Масларов и Васил Русинов                  | 120     | 6+/7-      |
| Каса бира                    | Кръста                | Лакатник             |                         | Иван Масларов                                  | 130     | 6          |

## Спортни маршрути
| Маршрути           | Район           | Обект    | Дължина | Категория | Екипиране                                          | UIAA  |
| ------------------ | --------------- | -------- | ------- | --------- | -------------------------------------------------- | ----- |
| Риба на сухо       | Боянски водопад | Витоша   | 25      | 7+?       | 2014 Николай Петков. Иван Масларов                 |       |
| Цар Плъх           | Боянски водопад | Витоша   | 25      | 7         | 2014 Николай Петков. Иван Масларов                 | 7     |
| Singing Rock       | Боянски водопад | Витоша   | 25      | 7-        | 2014 Николай Петков. Иван Масларов                 | 7-    |
| Аврора             | Боянски водопад | Витоша   | 25      | 6-        | 2014 Николай Петков. Иван Масларов                 | 6-    |
| Големият винкел    | Боянски водопад | Витоша   | 25      | 6+        | 2014 Николай Петков. Иван Масларов                 | 6+    |
| Малкият винкел     | Боянски водопад | Витоша   | 25      | 6-        | 2014 Николай Петков. Иван Масларов                 | 6-    |
| Determinator Crack | Боянски водопад | Витоша   | 25      | 7+/8-     | 2014 Николай Петков. Иван Масларов                 | 7+/8- |
| Лишеи              | Боянски водопад | Витоша   | 25      | 7         | 2014 Николай Петков. Иван Масларов                 | 7     |
| Мъхове             | Боянски водопад | Витоша   | 25      | 6-        | 2014 Николай Петков. Иван Масларов                 | 6-    |
| Идеалната цепка    | Боянски водопад | Витоша   | 28      | 6+        | 2014 Николай Петков. Иван Масларов                 | 6+    |
| Байновата цепка    | Боянски водопад | Витоша   | 20      | 5-        | 2014 Иван Масларов                                 | 5-    |
| Хубавото ръбче     | Боянски водопад | Витоша   | 22      | 3         | 2014 Николай Петков. Иван Масларов                 | 3     |
| Планинец           | Боянски водопад | Витоша   | 65      | 6+        | 2014 Николай Петков. Иван Масларов                 | 6+    |
| Чатала             | Боянски водопад | Витоша   | 65      | 6         | 2014 Николай Петков. Иван Масларов                 | 6     |
| Конг               | Хижа Мальовица  | Рила     | 25      | 6+        | 2012 Николай Петков, Иван Масларов                 | 6+    |
| Алпи               | Хижа Мальовица  | Рила     | 30      | 7-        | 2012 Николай Петков, Иван Масларов, Ангел Златанов | 7-    |
| Сам дойдох         | Стегите         | Враца    | 18      | 6a+       | 2013 Иван Масларов, Николай Петков                 | 7-    |
| Алпи               | Стегите         | Враца    | 20      | 7a        | 2013 Николай Петков, Иван Масларов                 | 8     |
| Дъ тур             | Стегите         | Враца    | 15      | 5-        | 2013 Иван Масларов, Николай Петков                 | 5-    |
| Пижо               | Стегите         | Враца    | 18      | 6c        | 2013 Николай Петков, Иван Масларов                 | 7+/8- |
| X-skyline          | Стегите         | Враца    | 21      | 7a        | 2013 Николай Петков, Иван Масларов                 | 8     |
| 40 години по-късно | Стегите         | Враца    | 20      | 7b+       | 2013 Николай Петков, Иван Масларов                 | 9-    |
| Дамокъл            | Стегите         | Враца    | 22      | 7a        | 2013 Николай Петков, Иван Масларов                 | 8     |
| Пинокио            | Малката дупка   | Враца    | 23      | 6c+       | 2013 Николай Петков, Иван Масларов                 | 8-    |
| Байновата цепка    | Губислав        | Лакатник | 30      | 5         | 2014 Иван Масларов                                 | 5     |
| Камината на Байно  | Губислав        | Лакатник | 20      | 4         | 2014 Иван Масларов                                 | 4     |

## Книги
- Иван Масларов, Николай Петков. Врачански скали. Алпийски маршрути. София, Медицина и физкултура, 1987.[17]

## За него
Хроникьорът на българския алпинизъм Петър Атанасов пише за Иван Масларов:
„Байно беше една от най-големите и най-колоритните фигури в българския алпинизъм. Изключително интелигентен, с рядко чувство за хумор, той можеше да опише всяка ситуация – в планината и извън нея – по неповторим, байновски начин. Много от казаните от него неща звучаха като сентенции и бяха резултат на философски прозрения.“
„Байно бе мозъкът на легендарната свръзка Иван Масларов–Любомир Илиев–Николай Петков, една от най-добрите в историята на българския алпинизъм. Те тримата плюс Кирил Досков, Наско Ламбов, Митко Начев и още неколцина алпинисти първи в България възприеха и започнаха да изповядват философията на катеренето без изкуствени опорни точки. <...> Всичките му действия в планината се отличаваха с висока интелигентност и необикновена резултатност.“
„Не знам дали има човек, останал непочерпен от Байно, не чул добра дума или не получил някаква услуга от него“.